# VD 16
VD 16 (Verzeichnis der im deutschen Sprachbereich erschienenen Drucke des 16. Jahrhunderts) je označení pro retrospektivní národní bibliografii německých tisků 16. století (tisky tištěné v rozmezí 1501–1600). Projekt byl podporován v letech 1969 až 1999 Deutsche Forschungsgemeinschaft. Partnery byly Herzog August Bibliothek a od roku 1990 Landes- und Forschungsbibliothek Gotha (dnes Universitäts- und Forschungsbibliothek Erfurt/Gotha) pod vedením Bayerische Staatsbibliothek.
Výsledná bibliografie má formu uzavřeného knižního vydání (do roku 1999, eviduje na 75 000 titulů), od roku 2003 má také podobu doplňované elektronické databáze on-line. Od vydání tištěné bibliografie se podařilo doplnit okolo 25 000 titulů (díky zahraničním knihovnám, také Sbírce německých tisků, které získala bavorská knihovna). Ovšem posléze k doplňování nedocházelo příliš rychle, od roku 2003 do roku 2007 se jednalo pouze o 1700 doplňků. Odhad z roku 2011 tvrdí, že bibliografie zahrnuje pouze okolo poloviny tisků, které by v ní měly být zaznamenány.
Vedle VD 16 již existuje VD 17 (pro 17. století) a připravuje se VD 18 (pro 18. století). Projekt má podobnou funkci jako English Short Title Catalogue pro anglickojazyčné tisky.